# Simònides de Ceos
Simònides de Ceos (en grec antic: Σιμωνίδης ὁ Κεῖος; 556 aC-468 aC) va ser un poeta líric de l'antiga Grècia nascut a l'illa de Ceos. Figura en el cànon dels nou poetes lírics establert pels filòlegs de l'Alexandria hel·lenística. A despit d'això, la seva poesia només ens és coneguda per fragments conservats en citacions d'altres autors i troballes papiràcies.

## Biografia
Durant la seva joventut, va ser mestre de poesia i música a la seva Ceos natal, i va escriure diverses composicions per a festivals d'Apol·lo. Va emigrar a Atenes, a la cort del tirà Hiparc, mecenes de la literatura. Després de l'assassinat d'Hiparc el 514 aC, Simònides va desplaçar-se a Tessàlia amb el seu nebot i deixeble, el poeta Baquílides, on va gaudir del patronatge dels escòpades i els alèvades.
Ciceró narra la història del final de les seves relacions amb els Escòpades. El seu patró, Escopes, va retreure-li durant un banquet que dediqués massa espai als dioscurs en una oda que celebrava la victòria d'Escopes en una cursa de carros. Escopes va renunciar a pagar-li la totalitat dels honoraris i va dir-li que demanés la resta als Dioscurs. Poc després, van anunciar a Simònides que dos homes joves volien parlar amb ell, i just quan va deixar la sala del banquet per anar-hi a parlar, el sostre va ensorrar-se i va matar Escopes i els seus convidats. Aparentment, és cert que algun desastre va causar l'extinció de la família Escòpada. Va viatjar també a Crannó i a Farsàlia. Després de la batalla de Marató, que va cantar en un poema que el va fer molt popular, Simònides va tornar a Atenes, però aviat va partir a Sicília convidat per Hieró I de Siracusa, a la cort del qual va passar la resta de la seva vida. Va ser enterrat a Acragant.

## Aportacions
La seva reputació com a home docte ho demostra l'estesa creença que ell va introduir la distinció entre les vocals llargues i breus (ε, η, ο, ω), que després s'adoptarien en l'alfabet jònic que es va implantar en l'ús general durant el govern de l'arcont Euclides (401 aC). També va ser l'inventor d'un sistema mnemònic. La Suda li atribueix la invenció de quatre lletres de l'alfabet grec (òmega, eta, ksi i psi: ω, η, ξ, ψ), i afirma que va escriure també ditirambes i tragèdies, de què que se'n sap molt poca cosa, i també epigrames. També és recordat per la seva dita «la poesia és pintura que parla i la pintura poesia muda», frase que es considera origen del tòpic literari horacià Ut pictura poesis.
Tan gran era la seva popularitat que fins i tot tenia influència en els afers polítics. Es diu que va ser capaç de reconciliar Hieró i Teró a la vigília d'una batalla entre els seus exèrcits. Era amic íntim de Temístocles i del general espartà Pausànies, i els seus poemes sobre la guerra contra els perses van representar un impuls poderós al patriotisme grec.

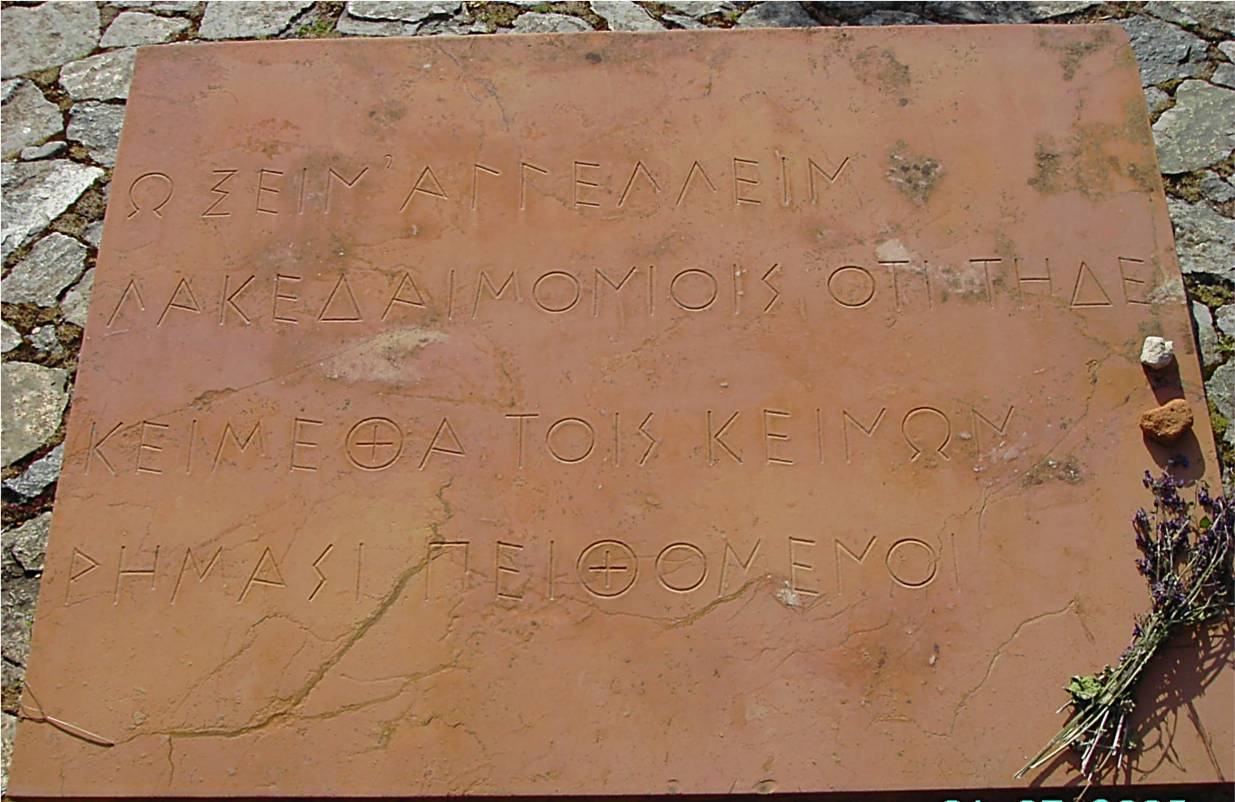
Inscripció a les Termòpiles amb l'epigrama de Simònides

Pels seus poemes en podia arribar a demanar qualsevol preu. Autors posteriors, a partir d'Aristòfanes, el van acusar d'avar. Probablement amb raó: la reina de Hieró va demanar-li una vegada si era millor néixer ric o néixer geni, i ell respongué que «ric, puix que de geni sempre n'hi ha a les portes dels rics». Un altre cop, algú li va demanar que escrigués de franc un poema laudatori pel qual oferia les més sentides gràcies. Simònides li va respondre que tenia dos cofres, un ple d'agraïments i l'altre ple de diners, i que quan els va obrir va descobrir que el primer li era del tot inútil.
Heròdot diu que va ser l'autor del dístic elegíac gravat sobre una pedra al pas de les Termòpiles, commemoratiu de la famosa batalla:
| «                             | ὦ ξεῖν’, ἀγγέλλειν Λακεδαιμονίοις ὅτι τῇδε κείμεθα τοῖς κείνων ῥήμασι πειθόμενοι νομίμοις | Estranger, ves a dir als lacedemonis que aquí jaiem en obediència a les seves lleis. | » |
| — Heròdot, Històries, VII 228 |                                                                                           |                                                                                      |   |